# تشارلز فيكتور
تشارلز فيكتور (بالإنجليزية: Charles Victor)‏ هو ممثل بريطاني (وحمل سابقاً جنسية المملكة المتحدة لبريطانيا العظمى وأيرلندا)، ولد في 10 فبراير 1896 في المملكة المتحدة، وتوفي بنفس المكان في 23 ديسمبر 1965.

## وصلات خارجية
- تشارلز فيكتور على موقع IMDb (الإنجليزية)
- تشارلز فيكتور على موقع قاعدة بيانات الفيلم (الإنجليزية)